# CCleaner
CCleaner (раніше Crap Cleaner[⇨]) — безплатна (з про-версією) утиліта із закритим вихідним кодом, яка надає користувачам потужний і простий у використанні інструмент для очищення і оптимізації 32- та 64-розрядних операційних систем Microsoft Windows, Mac та Android. Утиліта була створена британською приватною фірмою Piriform Limited і написана на C++.
Зазвичай нова версія дистрибутиву виходить щомісяця. Слід відзначити той факт, що часті оновлення програми, які роблять утиліту не тільки швидшою в роботі, але і потужнішою з кожним випуском, спричинили численні позитивні відгуки не тільки простих користувачів, а й авторитетних видань у галузі інформаційних технологій і не тільки (див. нижче).
Станом на 10 грудня 2012 року з офіційного сайту програми було здійснено понад мільярд завантажень, на 3 листопада 2016 року — понад два мільярди.
На вересень 2017 року компанія Piriform підтримує розробку трьох версій CCleaner:
- Free (безплатна);
- Professional (додається розширене очищення, планування завдань, автоматичне оновлення, моніторинг у режимі реального часу тощо);
- Professional Plus (додаються утиліти дефрагментації дисків та відновлення видалених файлів, аналізування складових комп'ютера).

Початково таких версій було чотири:
- Free Edition — безплатна версія утиліти. Єдина відмінність від інших видань полягала в тому, що до неї не надавалася пріоритетна технічна підтримка від розробників.
- Home Edition — йшла спільно в комплекті з пріоритетною технічною підтримкою. Для індивідуального використання на домашніх комп'ютерах.
- Business Edition — бізнес-видання, версія могла бути використана різними компаніями на робочих комп'ютерах для комерційного вжитку. Розробники надають преміум-підтримку для підприємців спільно в комплекті з дистрибутивом.
- Network Edition — мережева версія програми для оптимізації роботи в корпоративних мережах будь-якої величини. Дану версію продукту можна встановити на понад 10 комп'ютерів для бізнес-використання.

18 вересня 2017 року кіберполіція України повідомила про зараження вірусом одного з оновлень популярної програми CCleaner. За розповсюдженою інформацією, версія цієї програми зі шкідливим завантаженням (5.33) була випущена у період з 15 серпня до 12 вересня 2017 року та завантажена понад 2 млн разів. За статистикою компанії Dr.Web, у період з 20 вересня по 21 вересня 2017 року вірус Trojan.CCleaner.2, знайдений у програмі, посів друге місце серед усіх загроз із долею у 2,02 %. Згідно із наявною інформацією на 19 вересня (версії програми від 5.34) небезпека була усунута.

## Опис
Утиліта призначена для очищення потенційно небажаних або неробочих файлів, тимчасових файлів Інтернету, створеними браузерами чи програмами, а також для очищення невірних розширень типів файлів, відсутніх додатків або недійсних записів у реєстрі Windows.
Перший інструмент CCleaner, який є головною особливістю програми, це «Очищення». Ця категорія поділяється на дві групи: «Windows» і «Додатки».
Група «Windows» відповідає за чистку операційної системи, за допомогою неї можна виконати такі дії, як:
- Internet Explorer. Видалення файлів, які були прописані в Internet Explorer за час роботи в Інтернеті, в числі яких є файли cookies, шляхи останніх завантажень в систему, історію відвіданих вебсайтів, автозаповнення форм, файли Index.dat, список всіх відвіданих сайтів, збережені паролі та багато іншого;
- Провідник Windows. Аналіз і очищення буфера обміну, тимчасових файлів, дампа пам'яті, кошика, файлів журналів, кешу DNS, ярликів головного меню та робочого столу, звітів про помилки, фрагментів файлів CHKDSK та інше;
- Система. Провести очистку провідника Windows. Видалення всіх тимчасових файлів, кешу ескізів, введених даних в стандартну програму запуску додатків «Виконати», недавніх файлів, а також інших недавніх об'єктів в Провіднику;
- Інше. Додаткові можливості програми, які дозволяють провести очищення вільного місця на диску, список недавніх програм, ISS, кешу області повідомлень/розмірів вікон/черговості меню, застарілих виборок та багато іншого.

Група «Додатки» відповідає за пошук і очищення операційної системи після роботи з популярними програмами, за допомогою неї можна виконати такі дії, як:
- Firefox/Mozilla. Ці параметри чистки практично ідентичні параметрам очищення Internet Explorer в групі «Windows», дозволяючи детально очищати браузер Firefox від спільноти Mozilla.
- Opera. Параметри для безпечного очищення браузера Opera і все, що з ним пов'язано.
- Додатки. У цю категорію розробники Piriform включили найпопулярніші додатки, які використовують користувачі на своїх комп'ютерах, серед яких є Adobe Acrobat, Adobe Photoshop, Adobe Reader, Microsoft Office Picture Manager, Paint.NET, Office 2010 та Notepad++.
- Інтернет. У цю категорію вкладені популярні додатки для роботи в мережі Інтернет, серед яких є Free Download Manager, BitTorrent, Sun Java і UTorrent.
- Мультимедіа. У цю групу вкладені програми для роботи з мультимедіа на комп'ютері, в числі яких Adobe Flash Player, KMplayer, Media Player Classic, Windows Media Player та WinAmp.
- Утиліти. Очищення деяких популярних програм, більшість яких встановлені майже на кожному комп'ютері, такі як програма-емулятор DAEMON Tools, файловий архіватор WinRar і Захисник Windows Defender.
- Windows. У цій групі знаходяться в основному вбудовані в операційну систему Microsoft Windows утиліти, такі як RegEdit, Microsoft Paint, MS AntiMalware, Game Explorer, WordPad.

Другий інструмент, який входить в програму CCleaner, призначений для сканування і пошуку помилок в системному реєстрі Microsoft Windows від проблематичних файлів або файлів, які не використовуються системою або користувачем. Всі сканування відбувається за такими параметрами, серед яких «Відсутні загальні DLL», «Невірні розширення файлів», «Помилки ActiveX і Class», «Бібліотеки типів», «Додатки», «Шрифти», «Шляхи програм», «Файли довідки», «Невірні записи установника», «Відсутні додатки», «Автозавантаження», «Упорядкування меню Пуск», «Тимчасові файли MUI», «Звукові події», «Служби Windows». Інтерфейс програми дозволяє зняти прапорець навпроти якого-небудь елементу в категорії «Реєстр», в цьому випадку, сканування не буде відбуватися в N-гілці реєстру. До початку аналізу системного реєстру, CCleaner дозволяє створити точку відновлення, щоб здійснити зворотний відкат, якщо система працюватиме зі збоями.
При клацанні миші на деяких елементах, які користувач хоче очистити, з'являється спливаюче вікно з коротким інформування та описом, що відбудеться у випадку очищення. Подібні повідомлення можна відключити в налаштуваннях програми. Всі елементи списку всередині групи недоступні до тих пір, поки не буде виділений її батьківський елемент. Щоб виділити всі об'єкти в групі, можна клацнути один раз по іконці.
Що примітно, в утиліті можна створити винятки, які будуть відсіюватися під час чищення операційної системи від непотрібних файлів. До того ж, програма може просто зробити детальний аналіз системи без видалення встановлених користувачем задач з подальшому висновком списку відомостей про видаляються файлах і їх займаним в системі дисковому простором.
Попри те, що графічний інтерфейс програми спроектований так, що в ньому зможе розібратися не тільки досвідчений користувач, але і новачок, розробники створили довідкову систему. Довідка не включена в стандартний дистрибутив і не поставляється разом з ним, але завжди доступна будь-якому охочому користувачеві, який підключений до Інтернету. Посилання на вебсторінку онлайн-довідки розташоване внизу зліва робочого вікна CCleaner.
До всього іншого, утиліта CCleaner дозволяє створювати «Включення», це файли, які вибере власноруч користувач з системи, після чого програма буде завжди їх видаляти при аналізі системи, а також створювати «Винятки», це ті файли, які не будуть порушені при очищення системи. Крім файлів, які задіє користувач для включення або виключення, утиліта CCleaner дозволяє відсівати від очищення файли cookies від популярних браузерів Інтернету або Flash-модулів, дозволяючи оперативно вводити розширення файлів, які не можна буде видалити при аналізі та очищенні.
За бажанням користувача в налаштуваннях програми можна встановити такі корисні опції, як здійснення очистки при включенні комп'ютера, додати нові пункти в контекстне меню кошика Windows, які будуть відповідати за запуск і очищення CCleaner, а також встановити режим очищення, «звичайне видалення» (швидкий аналіз) або «безповоротне стирання» (тривалий аналіз).
Для повнофункціональної роботи утиліти в операційній системі, користувач повинен в ідеалі мати права адміністратора. Під обмеженим обліковим записом утиліта може також запускатися і працювати, але деякі файли не можуть бути вилучені при очищенні.

## Можливості
- Виконує очищення тимчасових або потенційно небажаних файлів (MRUs) в системі, які записуються і залишаються в деяких програмах, включаючи Firefox, Flock, Opera, Internet Explorer, Safari, Google Chrome, Comodo Dragon, Windows Media Player, eMule, Google Toolbar, Netscape Navigator, Microsoft Office, Nero, SmartFTP, OpenOffice.org, Registry Cleaner, Adobe Acrobat, Maxthon, MS Paint, WinRAR, WinAce, AkelPad, A-Squared, WinZip, FileZilla, K-Meleon, RockMelt, 7-Zip, AVG AntiVirus, Avast!, ACDSee, Songbird, MySpaceIM, Avant Browser, Acrobat Distiller, Thunderbird, Foxit Reader, Spyware Terminator, ChromePlus, Audacity, LogMeIn Hamachi, BitZipper, CuteFTP, BitTorrent, Acronis True Image, Zune, BreezeBrowser, FastStone Image Viewer, Notepad++, NoteXpad і Windows Game Explorer.
- Управляє усіма точками відновлення системи комп'ютера користувача.
- Надає менеджер управління автозапуску програм. Користувачі можуть відключити, видалити або модифікувати запуск будь-якої програми з метою прискорити час завантаження комп'ютера.
- Очищає журнал історії Windows, буфер обміну, тимчасові файли, дампи пам'яті, вільне місце на диску, куки, звіти про помилки, корзину, кеш (DNS, черговість меню, область повідомлень, розміри вікон, автозаповнення форм, фрагменти файлів CHKDSK і багато іншого.
- Пошук проблем в реєстрі Windows на відсутні загальні DLL, невірні розширення файлів, помилки ActiveX та Class, бібліотеки типів, додатки, шрифти, шляхи додатків, файли довідки, невірні записи установника, відсутні програми, автозавантаження, упорядкування меню «Пуск», тимчасові файли MUI. При виявленні помилок оперативно усуває їх, попередньо створюючи резервні копії.
- Зручна деінсталяція програм.
- Автоматичне видалення файлів із системної папки Temp, якщо вони знаходяться в ній більше 24 годин.
- Відображення отриманих результатів при аналізі системи в докладному вигляді.
- Інтеграція в контекстне меню кошика Windows.
- Інтернаціональна підтримка мов, понад 45 мовних бібліотек, включаючи російську, які поширюються в стандартній комплектації[24].
- Автоматична перевірка оновлень.
- Функция «Перевірка здоров'я». Являє собою набір дій, спрямованих на підвищення продуктивності системи та працює практично в автоматичному режимі[25].

### Портативна версія
CCleaner Portable — спеціальна версія CCleaner, призначена для роботи зі змінних носіїв інформації, таких як USB флеш-диск, Memory Stick, iPod/MP3, а також плеєрів та інших пристроїв.
Портативна версія використовує файл portable.dat для збереження налаштувань, який знаходиться в папці програми. Якщо подібний файл не буде знайдений, то утиліта буде зберігати свої параметри в CCleaner.ini. Вміст файлу portable.dat не має значення, CCleaner дозволяє створити самостійно порожній файл.

### Параметри запуску командного рядка
Існують три параметри командного рядка, які можна використовувати, коли CCleaner запущена. Користувач може використовувати їх в пакетних файлах, ярликах або планувальнику завдань для автоматизації операцій сумісний з CCleaner. Наприклад, можна встановити автоматичний запуск утиліти кожен день о 12:00.
- /AUTO — запуск очищення при завантаженні Windows, а потім закриття програми.
- /AUTO /SHUTDOWN — запуск очищення з наступним виключенням комп'ютера.

При запуску утиліти з командного рядка з параметром /AUTO, в CCleaner не працює «Чистильник реєстру».

### Модулі
Серед інших можливостей програми, можна відзначити те, що утиліта може підключати динамічні бібліотеки, інакше звані плагінами, які в свою чергу дозволяють розширити деякі можливості CCleaner.
- CCleaner плюс CCEnhancer[29][30] — цей плагін здійснює повну підтримку більше 270 програм для Windows з їх подальшою очисткою.

Спільно з інсталяційним дистрибутивом додаткові модулі не поширюються.

### Безпека
Деякі користувачі повідомляли розробникам CCleaner, що віруси або шкідливі програми могли забороняти проводити сканування, а також перешкоджали запуску програми. У деяких випадках Piriform рекомендувала користувачам оновити останні бази даних сигнатур свого антивірусного програмного забезпечення і здійснити повне сканування операційної системи. Також, найнедосвідченіші користувачі, забувши про те, що в налаштуваннях програми, встановлена опція «Закривати програму після очищення», були перелякані тим, що після сканування та аналізу системи з допомогою CCleaner, остання автоматично закривалась.

### Налаштування
Як правило, CCleaner зберігає свої власні налаштування в реєстрі Windows. Але, якщо користувач хоче управляти цими параметрами за допомогою сценаріїв, тоді можна зберігати параметри в файлі ініціалізації ccleaner.ini, який буде розміщений в папці CCleaner.
CCleaner використовує INI-файли для збереження налаштувань програми, щоб визначити, які параметри Microsoft Windows, а також встановлені програми для очищення слід сканувати і чистити. Подібні параметри можуть бути легко змінені, тому що зберігаються у вигляді простого тексту в кореневому каталозі програми і можуть просто редагуватися за допомогою текстового редактора або оброблятися за допомогою сценаріїв програми. Метод використанні CCleaner.ini може виявитися дуже корисним, якщо користувач використовує портативну версію утиліти для перенесення та роботи програми на інший комп'ютер без втрати збережених параметрів.
CCleaner дозволяє запускати скрипти Visual Basic під час процесу очищення. Для виконання подібних дій, рекомендується розмістити скрипт и в папці утиліти, а для запуску VBScript слід додати в рядок CCleaner.ini наступний текст - ScriptKey1 = test.vbs. Якщо скрипт знаходиться не в кореневому каталозі, слід використовувати повний шлях — C:\test.vbs.
Варто відзначити той факт, що якщо створити файл ініціалізації «Winapp2.ini», можна буде додавати записи для абсолютно нового програмного забезпечення Якщо створити файл «Winapp1.ini», тоді в цьому випадку буде проведена заміна всіх стандартних додатків, які включені в дистрибутив утиліти.
До всього іншого, можна створити файли «Winsys1.ini» і «Winsys2.ini». Перший з яких містить вбудовані стандартні компоненти для очистки, а в другій можна додати нові області файлів Windows або системного реєстру для очищення.

### Конкуренти
Багато користувачів вважають, що серйозним конкурентом CCleaner є інша аналогічна програма для очищення сміття в операційній системі під назвою FCleaner. Утиліта є непоганим аналогом CCleaner, але без обслуговування реєстру.
На думку редактора Softpedia, Алекса Мурадіна (англ. Alex Muradin), утиліта Registry Mechanic в огляді «CCleaner — So Fresh and So CClean!» є продуктивнішим рішенням для обслуговування реєстру, ніж CCleaner.

## Системні вимоги
Утиліта працює в операційних системах сімейства Microsoft Windows, зокрема на Windows 98, Windows 2000, Windows 2003, Windows Server 2008 R2, Windows XP, Windows Vista, Windows 7, Windows 8, а також в операційній системі Mac OS X.
Для роботи CCleaner в операційних системах Windows NT4, ME та 98, розробники рекомендують використовувати Cleaner версії 2x.

## Історія
Перший реліз продукту CCleaner був випущений 23 вересня 2003 року.
До версії 2.0 програма була повністю переписана з нуля і повністю сумісна з 64-розрядними версіями платформ. Також, частково було порушено і змінений користувальницький інтерфейс, зроблені оптимізаційні роботи для більш швидкого запуску і стабільної роботи утиліти.
Починаючи з версії 2.19.901, CCleaner також дозволяє видаляти точки відновлення системи.
До версії 2.25.1025 (на 26 жовтня 2009 року), вперше була додана підтримка Windows Server 2008 R2.
До версії 3.0, утиліта CCleaner отримує ряд додаткових функцій, в числі яких є опція, яка дозволяє видаляти вільний дисковий простір, вміст жорстких дисків і змінних носіїв інформації абсолютно безпечним для користувача методом. Частково був змінений графічний інтерфейс користувача, логотип та іконка програми. Розробники поліпшили підтримку для 64-бітних операційних систем Microsoft Windows.
22 січня 2018 року компанія оголосила про переїзд на новий вебсайт ccleaner.com замість старого piriform.com.

## Перейменування
У даний час утиліта зветься CCleaner з подвоєнням літери «C», самі розробники описують подібне скорочення як «бачити чистіше» (англ. see cleaner), адже англійська літера «С» вимовляється, як і англійське слово see — «сі». Спочатку програма була названа Piriform як «Crap Cleaner», але згодом відбулося скорочення до «CCleaner». Перейменування було зроблено для того, щоб запобігти будь-які неетичні асоціації: в сучасному англійському слензі слово «crap» серед іншого може означати «лайно».

## Критика
Критика програми в оглядах журналах і на новинних сайтах носить, в основному, позитивний характер. Єдиний мінус утиліти полягає в закритому вихідному коді і до недавнього часу у відсутності платформ.
18 вересня 2017 року кіберполіція України повідомила про зараження вірусом одного з оновлень популярної програми CCleaner. За розповсюдженою інформацією, версія цієї програми зі шкідливим завантаженням (5.33) була випущена у період з 15 серпня до 12 вересня 2017 року та завантажена понад 2 млн разів. За статистикою компанії Dr.Web, у період з 20 вересня по 21 вересня 2017 року вірус Trojan.CCleaner.2, знайдений у програмі, посів друге місце серед усіх загроз із долею у 2,02 %. Згідно із наявною інформацією на 19 вересня (версії програми від 5.34) небезпека була усунута.

## Нагороди та огляди
Медіа редактори вебсайту CNET віддали програмі рейтинг 5/5 зірок, назвавши його «highly-recommended» і «a must-have tool», незважаючи на деякі незначні збої в роботі. Крім того, програма CCleaner була нагороджена Editor's Choice Award by CNET у квітні 2009 року.
Редакція софт-каталогу Softodrom у цілому поставилася до CCleaner позитивно у своєму огляді, відзначивши, що для безкоштовної програми — це відповідне рішення, якщо користувач хоче швидко провести очищення свого комп'ютера, не витрачаючи тривалий час на сканування системи і вивчення програми. Але якщо метою користувача є детальне видалення всіх слідів роботи в операційній системі, то буде потрібно яке-небудь професійніше програмне забезпечення. З інших мінусів утиліти було відмічено те, що вона не здатна видалити порожню папку, попри те, що в налаштуваннях програми можна вказати конкретні каталоги, які слід очищати при скануванні. Після сканування каталогів файли з них видаляються, а порожні папки — ні.
Румунський вебсайт Softpedia зазначив у своєму огляді простоту інтерфейсу, в якому легко розібратися, не потрібно бути досвідченим користувачем комп'ютера, щоб зрозуміти концепцію очищення, але при цьому кожен повинен бути обережний при експериментах із реєстром Windows. CCleaner має безліч корисних аспектів для чищення комп'ютера, підтримує обробку популярних додатків, які залишають сліди роботи в операційній системі, через що з часом комп'ютер може працювати повільніше. Також редактор Softpedia виділив те, що можна зробити попередній аналіз, який здійснює сканування системи і в кінцевому підсумку видає список із даними про дисковий простір, який утиліта дозволить звільнити. Якщо в системному реєстрі є які-небудь проблеми з цілісністю даних, то можна також зробити попередній аналіз, а також створити резервну копію на той випадок, якщо випадково будуть видалені потрібні дані і система буде працювати некоректно. На додаток до інструментів роботи з операційною системою, додатками і системним реєстром, у меню «Сервис» включені послуги з видалення програм, управління автозавантаженням і багато іншого. Уцілому редакція вебсайту поставилася до програми CCleaner позитивно і віднесла її в число тих програм, які люди повинні цінувати не тільки тому, що вона безкоштовна, а тому, що робить неймовірну роботу з очищення комп'ютера. CCleaner буде справжньою знахідкою для тих, хто часто проводить свій час у мережі Інтернет або багато працює за комп'ютером із різними програмами. Хоча було замічено, що досі CCleaner не підтримує ряд багатьох додатків, як і багато інші аналогічні засоби для чищення, але з легкістю дозволяє чистити сліди від більшості популярних програм. Для роботи з чищенням реєстру Windows утиліта Registry Mechanic була названа кращим рішенням, ніж CCleaner. В кінцевому підсумку програма була названа як «чудо-продукт для чищення комп'ютера» і рекомендована до використання.
Редактор інтернет-блогу Lifehacker.com Джина Трапані виділила в програмі колосальний обсяг роботи одним натисненням на кнопку «Очищення». При першому аналізі та чищення системи утиліта дозволила звільнити 1,6 Гб дискового простору. Під час сканування CCleaner видалила непотрібні тимчасові лог-файли, дампи пам'яті, cookies і інше сміття, що помітно поліпшило продуктивність комп'ютера, а також виправила масу помилок. З числа інших можливостей програми були виділені такі вбудовані інструменти, як сканер реєстру Windows, менеджер автозавантаження і зручний деінсталятор програм. У висновку, Джина Трапані назвала CCleaner однією з найулюбленіших програм для очищення комп'ютера від накопичення сміття.
Британська газета The Independent в огляді корисних безкоштовних утиліт, рекомендувала використовувати CCleaner, якщо система користувача уповільнила швидкість роботи, а також наповнилася непотрібним сміттям. CCleaner здатна ідентифікувати і безпечно видалити велику кількість накопичених файлів. Редактори The Independent поставили великий акцент не тільки на безкоштовність програмного продукту від Piriform, а й на якість виконання посталених.
Британська широкомовна корпорація BBC відзначила CCleaner корисним невеликим додатком, що дозволить відкласти користувачам видалення встановлених додатків із дисків, де немає вільного місця, принаймні ще на пару місяців. Утиліта надає хороший шанс звільнити дисковий простір без форматування розділів жорсткого диска, щоб позбутися від деяких даних. Один з редакторів BBC, Кейт Рассел (англ. Kate Russell), яка робила огляд, сказала: «Я була в такій ситуації зовсім недавно, на моєму диску C було тільки 120 мб, але після установки і запуску CCleaner звільнилося 650 мегабайт вільного місця. І все, що зробила утиліта, це тільки видалила тимчасові файли та інші непотрібні файли, які були в кеші». При роботі з програмою була виділено те, що програмне забезпечення від Piriform поширюється абсолютно безкоштовно, за яке не потрібно платити за використання, а також редакція не знайшла ніякого натяку на вбудовані шпигунські програми, що не могло не радувати. Але, якщо користувач є щедрою людиною, то може віддячити розробникам матеріально, натиснувши на кнопку «Donate». Цілком очевидно, що програма проста у використанні, дозволяє зняти або залишити необхідні параметри за вибором, які слід залишити або видалити, а при натисненні на кнопку «Аналіз», попередньо покаже користувачу, скільки місця утиліта здатна звільнити, після очищення. Але потрібно мати на увазі, що при автоматичному вході на вебсайти, які користувачі часто відвідують під зареєстрованими акаунтами використовуються файли cookies, які зберігаються в браузерах, і, якщо їх видалити, це буде означати, що логін і пароль потрібно буде вводити знову при вході.
Редактор Рік Броіда (англ. Rick Broida) зі світового комп'ютерного журналу «PC World» назвав CCleaner, мабуть, найпопулярнішим у світі інструментом для виконання оптимізаційних робіт в середовищі Windows. Виділивши, що утиліта може без особливих клопотів для користувача провести очищення тимчасових файлів, реєстру, історії роботи браузерів і багато іншого. На щастя, CCleaner все ще залишається повністю безкоштовною при всіх своїх величезних функціональних можливостях, хоча користувачі можуть придбати ліцензію пріоритетної підтримки за 25 доларів, також автори програмного продукту беруть пожертви, що сприяє і закликає Piriform до подальшого розвитку утиліти. У висновку, Ріка Броіда настійливо рекомендував створити повну резервну копію файлів і точку відновлення системи перед використанням CCleaner, аргументувавши подібне тим, що краще перестрахуватися, ніж потім шкодувати.
Коли користувачі використовують комп'ютер, залишається багато слідів, залишених в системі протягом усієї роботи. Такі сліди, як історія роботи в Інтернеті, тимчасові файли і cookies. На щастя, ця безкоштовна програма полегшує роботу, щоб надійно позбавитися від всіх цих слідів. Також утиліта може провести очищення фрагментів файлів і деінсталювати старі програми користувача. Подібні дії допомагають звільнити вільне місце на диску. CCleaner дозволяє на вибір точно вказати які типи об'єктів в системі можна видалити, а які залишити після сканування системи, попередньо зробити аналіз даних і подивитися звіт, в якому буде відображатися план дій про те, що CCleaner буде видаляти. Утиліта дозволяє автоматично створювати резервні копії при очищення системного реєстру Windows. З інших інструментів можна виділити можливість видалити автозапуск програм, які стартують і починають працювати разом з Windows. Ця опція доступна в меню «Сервіс», але варто бути обережним при її використанні, оскільки список може містити антивірусні програми моніторингу операційної системи, якщо користувач хоче тримати систему в безпеці. Так описав CCleaner відомий радіоведучий Кім Командо (англ. Kim Komando).

## Mac OS
Після того, як версія CCleaner для ПК отримала велику популярність і позитивні відгуки серед користувачів Microsoft Windows, розробники не залишили цей факт без належної уваги і випустили реліз для операційної системи Mac OS.
Станом на 5 вересня 2011 програмний продукт перебуває в стадії бета-тестування і в першу чергу призначений для досвідченіших користувачів, так як може містити помилки. За функціональним можливостям CCleaner для Mac OS поступається поточній версії для Windows, але за заявою розробників, користувачі побачать повну версію програми буквально протягом декількох місяців. Бета версія продукту підтримує роботу з браузерами Firefox, Google Chrome та Safari, вміє видаляти cookies, кеш, історію відвіданих вебсайтів і тимчасові файли.
CCleaner для Mac OS працює тільки на Apple Mac в OS X з версії 10.5 до 10.7 Lion.

## Мережева версія

Зовнішній вид CCleaner Network Edition

Крім CCleaner, компанія Piriform здійснює розробку та підтримку мережевої версії програми під назвою CCleaner Network Edition. Її головна відмінність від звичайної версії полягає в тому, що остання здійснює оптимізацію роботи в корпоративних мережах абсолютно будь-якої величини, від малої до великої. Мережева версія надає користувачам повний контроль над правилами очищення, має вбудовані інструменти для аналізу конкретних машин або робочих груп, так і повністю всієї мережі. Ліцензія CCleaner Network Edition є комерційною.

### CCleaner Network Professional
Також існує інше видання мережевої версії продукту під назвою CCleaner Network Professional. Дана версія продукту призначена для очищення і дефрагментації жорстких дисків по мережі. Продукт призначений для висококваліфікованих фахівців в області IT та системних адміністраторів, які хочуть значно поліпшити продуктивність робочих станцій, а також оптимізувати роботу всієї мережі. Утиліта CCleaner Network Professional об'єднує в собі лінійку двох популярних продуктів від Piriform, — CCleaner і Defraggler. Подібні інструменти, які вбудовані в програму, гарантують стабільну і швидку роботу комп'ютера після безпечного видалення непотрібних файлів в системі, а також дефрагментації даних на жорсткому диску. До того ж, після аналізу та очищення системи, утиліта робить браузери та настільні програми в операційних системах Windows не тільки значно швидше, але і виключає можливість витоку важливих персональних даних по мережі. Утиліта оснащена зручним в роботі і гнучким в налаштуваннях адміністраторським інтерфейсом, який без особливого клопоту дозволяє реалізувати розгортання програмного продукту на цільових мережевих системах і управляти їх функціями. Хоча варто замінити, що для повнофункціональної роботи утиліти в операційній системі, користувач також, як і в звичайній версії CCleaner, повинен в ідеалі мати права адміністратора, щоб самостійно запускати інструменти для очищення і дефрагментації на мережевих системах, які доступні в мережі . Всі дані обробляються і передаються по мережі в строго зашифрованому вигляді, а для управління кожної індивідуальної клієнтської системою передбачена персональна копія адміністраторського клієнта.

#### Деякі особливості
- Оптимізація всієї мережі за допомогою одного комп'ютера.
- Модуль Admin Client для здійснення сканування всієї мережі в пошуках неохоплених систем для подальшої установки на кожну зі знайдених користувальницький модуль User Client.
- Аналіз як окремих робочих станцій або робочих груп, так і всієї мережі.
- Повна підтримка каталогів Active Directory.
- Управління одним або декількома комп'ютерами одночасно.
- Шифрування даних при обміні інформацією.
- Підтримка мереж будь-якої величини (від малих до великих).
- Повне управління правилами очищення[58].

## Підроблена версія
У серпні 2011 року компанія з виробництва комп'ютерних ігор Game Factory Interactive виявила в Інтернеті підроблену версію утиліти CCleaner, яка була вільнодоступна для будь-якого користувача і розміщувалася на сайті у доменній зоні ru за адресою myccleaner (тепер домен використовується для сайта іншої тематики). При встановленні підробленої версії програми на комп'ютері користувача (на той момент це була версія 3.03) вигулькувало повідомлення, що для обов'язкової активації продукту потрібно заплатити п'ять доларів, причому комерційна версія CCleaner на офіційному сайті компанії Piriform коштувала 24,95 $ (точніше, на тепер: CCleaner PROFESSIONAL — 24,95 $, акційно — 19,95 $, CCleaner PROFESSIONAL PLUS — 39,95 $). Отже, користувачі, які оплатили шахрайську програму, отримували преміум-версію CCleaner без підтримки та інших офіційних додатків. Популярні антівірусні програми повідомляли користувачів про шкідливість цього CCleaner при спробі завантажити фальшивий файл.

## Slim версія
Крім стандартної комплектації CCleaner на офіційному сайті Piriform існує слім-збірка продукту (англ. Slim assembly): головна відмінність від інших версій полягає в тому, що в ній відсутня вбудована прив'язка до дистрибутиву у вигляді панелі інструментів Google Toolbar, а також браузера Google Chrome від компанії Google. Подібне доповнення було вбудоване у стандартний дистрибутив інсталяційного пакета, починаючи з версії CCleaner 3.0, до цього програма поширювалася спільно з панеллю інструментів Yahoo! Toolbar. Установка панелі інструментів і браузера є не примусовою, а опціональною.

## CCleaner Browser
У 2020 році творці програми представили власний браузер — CCleaner Browser.